# Lex Donaldson
Lex Donaldson (* 3. Februar 1947 in Liverpool) ist ein britischer Soziologe und Organisationstheoretiker. Er lehrt Organisationsdesign und Management an der Australian Graduate School of Management der University of New South Wales in Sydney.:1088

## Leben
Nach einem Bachelor in Soziologie der Aston University (1968:1088) und einem Ph.D. (1974:1088) in Organisationssoziologie der London Business School folgten akademische Positionen an den Universitäten von Aston, Iowa, London, Maryland, Northwestern and Stanford.:1088 Von der University of New South Wales wurde er mit einem D.Sc. geehrt, wo er seit 1977 lehrt, dem ersten Jahr des Betriebs der Universität.

## Arbeit und Forschung
Donaldsons Forschungsinteressen umfassen die Organisationstheorie, insbesondere die Strukturen und Corporate Governance. Donaldsons Schriften machten ihn zu einem der wichtigsten Vertreter des organisatorischen Positivismus.:26 Er hat eine sorgfältig ausgearbeitete Theorie von Veränderungszyklen vorgestellt, die erklären könnte, warum Höchstleistungen nicht unbedingt gut sind. Er verteidigt seine Positionen robust und kritisiert alternative Denkansätze mit detailreichen Argumenten.
Seine Position wird durch das von ihm vorgelegte SARFIT-Modell verdeutlicht. SARFIT steht für Structural Adaptation to Regain Fit, nach welcher die strukturellen Merkmale einer Organisation konstant an die Haupteinflussfaktoren angepasst werden müssen, damit die Organisation gute Leistungen erbringen kann. Leidet die Organisation an einer Leistungsschwäche, dann müssen die Merkmale den Faktoren angepasst werden. Dabei beschränkt Donaldson seine betrachteten Faktoren auf nur zwei strukturelle Merkmale und drei kontingente Situationen, die auf frühere Arbeiten der Aston-Gruppe zurückgehen:
- Bürokratie
- Differenzierung

und die Kontingenzen sind
- Größe der Organisation
- Unbestimmtheit der Aufgabenstellung
- wechselseitige Abhängigkeit der Tätigkeiten

Dabei hat nach dieser Vorstellung die Bürokratie drei Dimensionen, nämlich Spezialisierung der Aufgabenbeschreibung, Formalisierung (Regelwerk) sowie Zentralisierung oder Dezentralisierung von Macht. Differenzierung bezieht sich nach Donaldson auf die Unterschiede zwischen funktionaler und divisionaler Organisation.
Eine Einflussvariable sind die Faktoren, die mit den ersten beiden Merkmalen wechselwirken und so das Gesamtbild verändern. Das sind einerseits die Größe der Organisation, die Aufgaben auf mehr Menschen verteilt, die Unbestimmtheit der Aufgabenstellung, durch die zunehmend unklar wird, wer welche Aufgabe erfüllt, und die wechselseitige Abhängigkeit, nach welcher manche Aufgaben erst nach dem Erledigen anderer erfolgen können oder unabhängig davon sind.
Ändert sich eine dieser drei Kontingenzen, ohne dass sich gleichzeitig die Aufgabenumwelt verändert, dann verändert sich auch die Leistungserbringung der Organisation. Wachstum, Schrumpfung, Eintritt in neue Märkte, Erweiterung des Produktportfolios, Einführen von erhöhten regulatorischen Anforderungen usw. sind solche verändernden Einflüsse, denen das Management durch Veränderung der Kontingenzen entgegenwirken müssen. Beispielsweise erfordert personelles Wachstum eine begleitende Bürokratisierung, da sonst mehr Personen schlecht definierte und abgegrenzte Jobs ausführen. Nach dem SARFIT-Modell werden Organisationsgröße und Aufgabengestaltung zur Moderation struktureller Effekte auf die Leistung verwendet.
Das SARFIT-Modell ist ein Modell für Veränderungsprozesse und hilft, die voraussichtliche Richtung von Veränderungen vorauszusehen. Die Messgröße ist dabei die Leistung der Organisation. Sinkt diese, dann haben sich Faktoren gegenüber den strukturellen Merkmalen verändert und eine Anpassung wird erforderlich. Der Gedanke an die passende Struktur (engl. fit) ist dabei zentral für Donaldsons Gedankengang. Für das Management wird es immer schwierig sein, den Punkt des optimalen Fit zu bestimmen. Die Theorie ermöglicht es immerhin, die Richtung des Fit zu bestimmen und entsprechende Maßnahmen zu ergreifen.
Die Faktoren, durch die sich der Fit verändert, entlehnt Donaldson dem aus dem Finanzwesen stammenden Portfolio. Das Organisationsportfolio enthält nach Donaldson acht Elemente. Vier dieser Faktoren fördern die Tendenz zu Veränderungen:
- der Phase im Geschäftszyklus der wirtschaftlichen Lage, also beispielsweise Boom oder Depression
- Wettbewerb und die relative Stärke oder Schwäche von Wettbewerbern in ihrem eigenen Bemühen um Fit
- Schulden können den Gewinn reduzieren oder das Wachstum hemmen
- Divisionsrisiken, bei denen Probleme einer Division mit anderen Teile der Organisation wechselwirken.

Vier weitere Faktoren behindern die Anpassung, dies sind:
- Diversifikation in eine größere Produktvielfalt kann die Fluktuationen zwischen den Divisionen glätten
- Divisionalisierung, die mit einiger Wahrscheinlichkeit mit der Diversifikation einhergeht hat einen ähnlichen Effekt und verteilt Risiken.
- Desinvestition, also den Verkauf schlecht performender Unternehmensteile stabilisiert häufig die Leistung des verbleibenden Unternehmensteils.
- Führungskräfte, die nicht dem Management-Board angehören, dämpfen die Risiken, die das Board sonst eingehen würde und wirken sich dämpfend auf die Fluktuationen aus.

Es besteht durchaus die Möglichkeit, dass sich zwei fördernde und zwei dämpfende Faktoren wechselseitig bremsen. Bis zu diesem Punkt wäre SARFIT ein Modell, welches einen statischen Zustand anstreben würde, bei dem das Unternehmen den maximalen Ertrag erbringen könnte. Ein solcher Zustand würde aber ein Unternehmen in die Lage versetzen, die Investitionen in neue Produkte oder Märkte zu unternehmen, mehr Personal zu beschäftigen usw. Donaldson führt diese Überlegungen fort zu einem Modell der Neo-Kontingenztheorie, die ein dynamisches Gleichgewicht anstrebt.
Sowohl die Kontingenztheorie als auch die Neo-Kontingenztheorie sind sogenannte positivistische Theorien. Beide versuchen wie Naturwissenschaften, einen Ursache-Wirkungszusammenhang zwischen verschiedenen identifizierten Faktoren zu erkennen und auszunutzen. Nach dieser Überlegung werden Organisationen wie Systeme behandelt, die feststehenden Gesetzen gehorchen, die über Organisationsgrenzen, Nationen und Kulturen hinweg stabil bleiben.
Donaldsons Forschung in der Tradition der Aston-Gruppe veranlasste verschiedene Autoren, ihn in die Aston-Gruppe einzureihen. So benennt Royston Greenwood Donaldson als Mitglied der dritten Generation von Forschern der Aston-Gruppe, während der Leiter der Industrial Administration Research Unit of the Birmingham College of Advanced Technology, Derek S. Pugh, ihn gemeinsam mit Greenwood zur vierten Generation zählt, die die Methoden und Forschungsrichtungen der Aston-Gruppe in der ganzen Welt verbreiteten. Donaldson selbst benennt David J. Hickson, John Child, Jerry Hage und Colin Fletcher als seine „Ziehväter“ in Aston.:ix-xi
Seine Theorie der guten Verwaltung (Stewardship theorie) hat einen wesentlichen Einfluss auf die moderne Diskussion der Corporate Governance erhalten. Seine Beiträge zur Literatur zum Organisationsverhalten sind umfassend.

## Ehrungen
In Sydney lehrte Donaldson ab dem ersten Jahr der Gründung. Er wurde von der Universität mit dem Award for Excellence in Research ausgezeichnet.
2003 wurde Donaldsons Arbeit zur Kontingenztheorie der Macht von 95 Juroren der Academy of Management Learning and Education auf den 75. Rang der wichtigsten Managementtheorien gewählt.

## Bibliographie
Donaldson hat acht Bücher verfasst, dazu noch zahllose Kapitel und Artikel. Seine Texte werden in der Ausbildung renommierter Universitäten wie Harvard oder der Wharton School verwendet.

### Bücher
- In Defence of Organization Theorie: A Reply to Critics; 1985
- For Positivist Organization Theory
- American Anti-Management Theories of Organization: A Critique of Paradigm Proliferation; 1995
- For Positivist Organization Theory: Proving the Hard Core; 1996
- Performance-Driven Organizational Change; 1999
- The Contingency Theory of Organizations; 2001
- Management. Redeemed: Debunking the Fads that Undermine Our Corporations; (mit Frederick G. Hilmer), New York und Sydney
- The Meta-Analytic Organization: Introducing Statistico-Organizational Theory; 2010, New York

### Kapitel
- The Contingency Theory of Organizational Design: Challenges and Opportunities; Kapitel 2 in R. M. Burton, B. Eriksen, D.D. Hakonsson und C.C. Snow (Hrsg.): Organization Design: The Evolving State-of-the-Art, Springer, 2006, S. 19–40.

### Artikel
- Lex Donaldson und Ben Nanfeng Luo: The Aston Programme Contribution to Organizational Research: A Literature Review (January 2014). In: International Journal of Management Reviews, Vol. 16, Issue 1, pp. 84–104, 2014. Verfürbar bei SSRN oder doi:10.1111/ijmr.12010